# 2013年冬季世界特殊奧林匹克運動會中華台北代表團
2013年冬季世界特殊奧林匹克運動會中華台北代表團是中華民國（台灣）以“中華台北”名義，參與在南韓平昌舉行的2013年冬季世界特殊奧林匹克運動會。
本屆賽會共參加4種賽事，總計選手60位，最終獲得15金15銀12銅，總共42面獎牌。

## 獎牌統計

### 獎牌項目
| 項目       | 金牌 | 銀牌 | 銅牌 | 總數 |
| ---------- | ---- | ---- | ---- | ---- |
| 競速滑冰   | 11   | 10   | 7    | 28   |
| 雪鞋       | 3    | 4    | 2    | 9    |
| 地板曲棍球 | 1    | 0    | 1    | 2    |
| 花式滑冰   | 0    | 1    | 2    | 3    |

## 運動員統計
| 项目       | 男子 | 女子 | 总计 |
| ---------- | ---- | ---- | ---- |
| 競速滑冰   | 8    | 8    | 16   |
| 雪鞋       | 6    | 6    | 12   |
| 花式滑冰   | 4    | 4    | 8    |
| 地板曲棍球 | 23   | 1    | 24   |
| 总计       | 41   | 19   | 60   |

## 競速滑冰
選手：牟乃德、傅家鈞、鄭崑佑、吳泓頲、吳連逸、黃俊博、陳德祥、彭聖元、張雅雯、邱姿方、許聞晏、莊翊暄、李宜樺、莊琬如、王藝儒、戴佳欣

## 花式滑冰
選手：吳姿燕、于年琳、許秀娟、簡詩彧、林豐山、劉嘉安、王承鑫、張輝政

## 雪鞋
選手：張呈豪、邱怡臻、許誌麟、饒植程、蔡元豪、林愉恆、黃川晉、許瓊文、張延嗣、黃詩容、陳祖涵、彭郁淇

## 地板曲棍球
一般隊選手：盧永晉、張中睿、林新煜、許芳耀、方鈺仁、孫俊鴻、陳明暘、劉建麟、洪崇維、李皇儀、洪崇漢、曹文杰（ 金牌）
融合隊選手：楊誌原、林家全、王楷翔、林品君、林庠宇、高家聖、陳建誌、蕭文翔、林柏軒、陳柏綸、柯孟昌、游俊豪（ 銅牌）

## 外部連結
- 2013年冬季世界特殊奧林匹克運動會-中華台北代表團（官方網站） （页面存档备份，存于）